# Sinella pulcherrima
Sinella pulcherrima is een springstaartensoort uit de familie van de Entomobryidae. De wetenschappelijke naam van de soort is voor het eerst geldig gepubliceerd in 1939 door Agrell.